# Komunistička partija (boljševika) Litve i Bjelorusije
Komunistička partija (boljševika) Litve i Bjelorusije (litavski: Lietuvos ir Baltarusijos komunistų partija (bolševikai); bjeloruski: Камуністычная партыя (бальшавікоў) Літвы і Беларусі) bila je službena komunistička partija Litavsko-bjeloruske Sovjetske Socijalističke Republike. Osnovana je na zajedničkom kongresu KP Litve i KP Bjelorusije, održanom od 4. do 6. ožujka 1919. godine.
KP(b)LP bila je vladajuća stranka kratkotrajne Litavsko-bjeloruske SSR. Po poljskom osvajanju njenog glavnog grada Vilniusa krajem travnja 1919. godine, centralni se komitet KP(b)LP preselio u Minsk, iz kojeg se također povukao tijekom kolovoza 1919. zbog daljnjeg napredovanja poljskih kontrarevolucionarnih snaga. Krajem ljeta 1919. godine, cijeli je teritorij Litavsko-bjeloruske SSR bio pod poljskom okupacijom, dok je KP(b)LP, uz pomoć ruskih boljševika, bila glavni organizator otpora.
Nakon sovjetsko-litavskog mirovnog ugovora, potpisanog 12. srpnja 1920. godine i osnivanja zasebne Bjeloruske SSR (kojom je zamijenjena praktički nepostojeća Litavsko-bjeloruska SSR) krajem istog mjeseca, zajednička komunistička partija te dvije države postala je nepotrebnom i ukinuta u studenom 1920. godine.